# あそまる
あそまるとは、かつて九州産交グループが全日空（ANA）と提携し、熊本発着のANA便利用客などに限定して阿蘇くまもと空港を起点に熊本市内（一部）ならびに阿蘇くじゅう観光圏内を運行するバスおよびロープウェイが2日間ないし3日間乗り放題となる乗車券である。2012年4月1日より販売開始。
名称の起源としては「阿蘇をまるごと楽しむきっぷ」をコンセプトとして付けられたもの。
2017年3月31日をもって販売を終了した。

## 利用可能路線および利用可能範囲
九州産交グループが運行する以下の路線。特記無き路線は全区間で使用可能である。
- 九州産交バス・産交バス （※印は共同運行会社にも適用）
  - 一般路線バス
    - 阿蘇駅 - ゆうステーション - 杖立線

  - コミュニティバス
    - ゆるっとバス（南阿蘇村）　湯の谷コースのみ

  - 阿蘇山登山バス（内牧 - 阿蘇駅 - 火山博物館 - 阿蘇山西駅）
  - 空港 - 熊本市内送迎リムジンバス
  - 快速たかもり号
  - 特急やまびこ号 （大分バスと共同運行）※
    - 熊本駅・熊本交通センター - 竹田温泉花水木（大分県竹田市）までの区間

  - 特急たかちほ号 （宮崎交通と共同運行）※
    - 熊本駅・熊本交通センター - 高千穂バスセンター（宮崎県西臼杵郡高千穂町）までの区間

  - 九州横断バス
    - 熊本駅・ニュースカイ・熊本交通センター - 黒川温泉・瀬の本までの区間
- 阿蘇山ロープウェー

## 券種ならびに発売箇所
券種
- 2日券 - 4,000円
- 3日券 - 6,000円

### 発売場所ならびに購入方法
阿蘇くまもと空港の総合案内所カウンターのみで販売していた。なお、本券は「熊本発着の航空機（ANA便のみ）搭乗客」もしくは「ANAスカイホリデー（全日空が主催するツアー）利用者」のみに限られるため、購入時には「ANA搭乗券」または「スカイホリデー旅程表」を係員に提示しなければならなかった。